# Trois Jours de Marck
Les Trois Jours de Marck sont une course cycliste française à étapes, organisée de 1966 à 1979 à Marck dans le département du Pas-de-Calais, en région Hauts-de-France.

## Palmarès
| Année | Vainqueur         | Deuxième | Troisième |
| ----- | ----------------- | -------- | --------- |
| 1966  | Norbert Maytas    |          |           |
| 1967  | Henk Hiddinga     |          |           |
| 1968  | Paul Vermeulen    |          |           |
| 1969  | Alain Vercoutre   |          |           |
| 1970  | Roger Milliot     |          |           |
| 1971  | Gérard Olbé       |          |           |
| 1972  | Henri-Paul Fin    |          |           |
| 1973  | Maurice Legrand   |          |           |
| 1974  | Roger Milliot     |          |           |
| 1975  | Alain Molmy       |          |           |
| 1976  | Alain Molmy       |          |           |
| 1977  | Alain Molmy       |          |           |
| 1978  | Dominique Dezègue |          |           |
| 1979  | Alain Molmy       |          |           |